# Miquel Casas i Bell
Miquel Casas i Bell (Sant Cugat del Vallès, 3 de juny del 1900 – Torelló, 23 d'octubre del 1988) va ser músic (pianista i violinista), compositor, professor de música i director de corals.
Miquel Casas fou fill d'Antoni Casas i Magrans, director de l'escorxador municipal de Sant Cugat del Vallès, i d'Engràcia Bell, pubilla d'una antiga masia santcugatenca. Inicià estudis de música amb el músic local Gurmesind Auladell  i els continuà al Conservatori de Música de Barcelona als 11 anys, amb els mestres Argelaga (solfeig), Pellicer (piano), Balcells i Morera (harmonia, contrapunt i fuga), Gelabert i Millet. Durant un temps també dirigí les caramelles de l'"Agrupació Els Novells" de Sant Cugat, als anys 20. El 1929 guanyà les oposicions per a mestre de violí de l'Escola de Música de Terrassa -ciutat on es traslladà a viure- i posteriorment (1936) hi ensenyà piano i violí ensems que en dirigí l'orquestra de corda. L'agost del 1936 va ser elegit secretari de l'Associació d'empleats i obrers municipals de Terrassa, sindicat adherit a la CNT.
Acabada la guerra civil espanyola, formà part com a pianista i violinista del conjunt "Els nois d'Olesa" (1941), i el 1949 dirigí la nounada Unión Musical Rubinense. També tocà a l'orquestra els Escolans de Sant Sadurní d'Anoia i, per poc temps, al Hot Club de Terrassa. Al mateix Rubí fundà l'any 1956 l'Escola de Música, que pervisqué fins al 87, quan s'unificà amb l'altra escola municipal de música per constituir l'Escola Municipal de Música Pere Burés, en honor del que fou el seu fundador i director, Pere Burés i Camerino. Casas compatibilitzà la docència entre Rubí i Terrassa fins a jubilar-se'n (de Terrassa el 1965, de Rubí el 1985). Paral·lelament dirigí durant molts anys les corals S.C. Joventut Terrassenca (del 1956 al 1984) i Unió Santcugatenca, amb què gravà el disc J.A.Clavé (1824-1874): Obres corals de l'Antologia Històrica de la Música Catalana.
Incitat pel seu company a l'Escola de Música, Ramon Serrat i Fajula compongué la seva primera sardana, Maria Engràcia, que li instrumentà el veterà compositor. Posteriorment n'escrigué vora d'un centenar més. També fou autor de peces per a conjunt de corda (especialment per a violí) i piano; i harmonitzà un gran nombre de cançons per a coral. La seva suite per a cobla Remors de festa a la pineda obtingué un dels premis Barcino del 1949.
Entre les diverses iniciatives que recorden el nom del músic i compositor hi ha un carrer a Terrassa i una plaça a Rubí. L'any 1986 s'atorgà el premi Miquel Casas i Bell a la pianista Escarlata Blanco i el 1998, dos anys més tard, es va constituir l'Orquestra de cambra Miquel Casas i Bell a Rubí, formada per antics alumnes del mestre.
El seu fill Antoni Casas i Biosca (Sant Cugat del Vallès, 24 d'octubre del 1926 - Manlleu, 2 de març del 2010) va ser enginyer tècnic industrial químic i elèctric, i també era músic. Havia estudiat amb el seu pare i amb Joan Massià, dirigí l'orquestra Miquel Casas i Bell i compongué una sardana, La Jusa del bar.

## Obres

### Obres per a piano
- La nena es desperta (1943), per a piano
- Estudi: La vall del Ges (1947), per a piano
- La menuda de casa (sardana) (1959), per a piano[16]
- Preludi canon i cançoneta (1959), per a piano

### Obres corals
- Atenció (1949), interpretada en el primer concert de la Unió Rubinenca
- Dia de Pasqua Florida (1952), per a cor d'homes
- Donant les joies (1960), amb lletra de Joan Maragall, per a cor d'homes[17]
- La festa major (sardana) (1949), per a cor d'homes[18]

### Altres obres
- Del meu jardí, per a orquestra de corda
- Meditació en el cenacle (1952), per a piano i violí
- Els Nanos de Valls, coescrita amb Albert Sanahuja[19]
- Petita suite per a orquestra de corda
- Pirinenca, suite per a cobla[18]
- Remors de festa a la pineda (1950), suite per a cobla, premi Barcino 1949 ex aequo amb Agustí Borgunyó[18]
- Sonata para piano y violín en Fa[19]

### Adaptació de cançons
- Dins la tenda xica, xica (popular alemanya[20] amb lletra de Joan Maragall); Era aquell temps; Meditació al bosc; Muntanyes del Canigó; Perdut en la immensa mar blava; El primer cant; Rosa de bardissa; Una aventura más
- Nadales: A Betlem me'n vull anar; L'adoració dels pastors; Ara és nat el diví infantó; Campanas de Belén; El nin jeia en el pessebre de Betlem; Pastoret amic; Santa nit
- Espirituals negres: Vell pelegrí; Vos sou, Senyor

### Sardanes destacades[18]
- Agraïment (1967)
- L'alba somriu (1944)
- Asprors i dolceses (1936), premiada a Terrassa el 1936
- L'aufàbrega (1950), sardana coral amb lletra de Joan Maragall
- Camí amunt (1946)
- Com la rosada (1937), premiada a Girona
- Dansant i pregant, a la Colla Amunt i Crits de Terrassa[disc 2]
- Dia de festa, composta per a conjunt de corda
- Els de can Milà de la Roca (1950)
- Escoltant la remor del Ter (1954)
- Festa Major de Terrassa (1949)[disc 3]
- Francina (1946), obligada de fiscorn
- Gentil Montserrat (1958)
- Maria Engràcia, primera sardana, instrumentada per Ramon Serrat
- Matinejant (1946)
- La menuda d'en Vidal (1947)
- Presumida (1937), per a dues cobles
- Primavera gentil
- Recordant mossèn Salvans
- Recordant Pau Casals (1981)
- Sardana blanca
- Vallcivera (1967)
- Revesses: Franca amistat; Rosalina (1937)

### Enregistraments
1. ↑  Unió Santcugatenca; Casas Bell, director, Miquel. Antologia històrica de la música catalana J.A. Clavé: obres corals.  Barcelona: Edigsa, 1970.
2. ↑  Cobla Jovenívola de Sabadell. 50 anys d'Amunt i Crits.  Barcelona: Audiovisuals de Sarrià, 1998.
3. ↑  Cobla Sant Jordi. Terrassa Ciutat Pubilla de la Sardana 1998.  Barcelona: Audiovisuals de Sarrià, 1998.